# Terratrèmol de Taixkent de 1966
El terratrèmol de Taixkent de 1966 (uzbek: 1966 Toshkent zilzilasi; Uzbek Cyrillic: 1966 Тошкент зилзиласи; rus: Ташкентское землетрясение 1966 года) va tenir lloc el 26 d'abril de 1966 a la RSS de l'Uzbekistan. Va tenir una magnitud de moment de 5,2 amb un epicentre al centre de Taixkent a una profunditat de 3-8 km. El terratrèmol va causar una destrucció massiva a Taixkent, destruint la majoria dels edificis de la ciutat, matant entre 15 i 200 persones i deixant entre 200.000 i 300.000 persones sense llar. Després del desastre, la majoria de les parts històriques de Taixkent van ser destruïdes i la ciutat va ser reconstruïda, basant-se en estils arquitectònics soviètics. Les autoritats soviètiques van crear un institut de sismologia per tal de predir futurs terratrèmols.

## Antecedents
Taixkent i els seus voltants es troben en una zona sísmicament activa, i s'han registrat 74 terratrèmols d'una magnitud entre 3 i 6 entre 1914 i 1966. La ciutat havia estat danyada pels terratrèmols del 1866 i el 1886.
A les dècades del 1940 i del 1950 es van plantejar preocupacions sobre els possibles danys causats per un terratrèmol a la ciutat, especialment després que Ashgabat fos devastada per un terratrèmol el 1948. Abans del terratrèmol de Taixkent, s'havia notat un augment dels nivells de radó.

## Terratrèmol
El terratrèmol es va produir a les 05:23 a una profunditat molt baixa (i per tant més destructiva) de 3-8  km amb epicentre al centre de la ciutat.
El terratrèmol va causar una gran destrucció material. En total, més del 80% de la ciutat va ser destruïda, inclosa més de la meitat de la ciutat vella.
En total, entre 78.000 i 95.000 cases van ser destruïdes. La majoria d'aquestes eren habitatges tradicionals d'adob en zones centrals més densament poblades. La majoria dels edificis més importants de Taixkent van ser destruïts; això incloïa mesquites de 600 anys d'antiguitat. La majoria d'aquests edificis són anteriors a la Revolució Russa de 1917. Tanmateix, només el Teatre Navoi, que va ser construït per presoners de guerra japonesos, va resultar il·lès.
Les estimacions de les persones que van quedar sense llar a causa del desastre oscil·laven entre les 200.000 i les 300.000.
Tot i que el nombre oficial de morts va ser de 15 persones, aquesta xifra pot ser una subestimació a causa del secretisme soviètic i altres fonts van estimar que el nombre de morts oscil·lava entre les 200 persones i el 0,5% de la població de la ciutat, que era d'1.100.000 habitants. Més d'un 20% més de dones que d'homes van ser assassinades.

## Conseqüències
Immediatament després del desastre, altes figures soviètiques, inclòs el president del PCUS, Leonid Bréjnev, van volar a Taixkent per supervisar els esforços de recuperació. Es va iniciar un projecte de reconstrucció massiu, i altres repúbliques soviètiques van enviar un gran nombre de treballadors per ajudar en el procés de reconstrucció. Això va canviar la composició ètnica de la ciutat, ja que molts d'ells van romandre a Taixkent després que s'hagués completat l'obra. El nou Taixkent contenia estils arquitectònics que es trobaven en altres ciutats soviètiques, com ara amplis bulevards i grans complexos de blocs d'apartaments. El 1970, s'havien construït 100.000 habitatges nous.
El terratrèmol també va provocar un augment de la religiositat, amb un interès creixent en moltes pràctiques rituals islàmiques.
Per evitar que més desastres d'aquest tipus tinguessin un impacte tan greu a la ciutat, el 1966 les autoritats soviètiques van crear un Institut de sismologia, encarregat de monitorar els canvis sísmics, com ara els canvis en els nivells de radó, i predir terratrèmols.
El 1976 es va inaugurar una pedra commemorativa en honor a les víctimes del terratrèmol situada sobre l'epicentre.